# Amfigenia
Amfigenia (grec antic: Ἀμφιγένεια) era una ciutat grega situada a Messènia, segons Esteve de Bizanci, o vora Macistos, a Trifília, al nord de l'Èlida, segons Estrabó. Homer la menciona al Catàleg de les naus, on formava part dels territoris que governava Nèstor.